# اورباسانو
اورباسانو (به ایتالیایی: Orbassano) یک کومونه در ایتالیا است که در استان تورین واقع شده‌است.

## خصوصیات
اورباسانو ۲۲٫۰۵ کیلومترمربع مساحت و ۲۱٬۶۶۷ نفر جمعیت دارد و ۲۷۳ متر بالاتر از سطح دریا واقع شده‌است.

## خواهرخوانده
شهرهای Ełk و Nogent-sur-Oise خواهرخوانده‌های اورباسانو هستند.